# Prusias II.
Prusias II. Kynegos (altgriechisch Προυσίας Κυνηγός Prousías Kynēgós, deutsch ‚der Jäger‘; † 149 v. Chr.) war ein König von Bithynien. Er folgte seinem Vater Prusias I. auf den Thron.

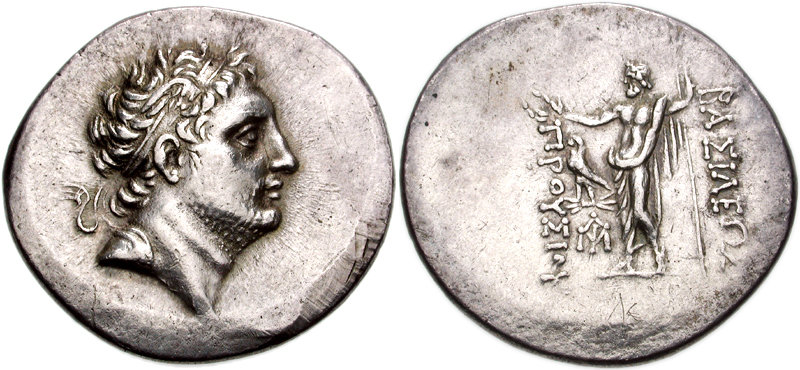
Tetradrachmon Prusias’ II.

## Leben
Prusias II. tat sich mit Eumenes II. von Pergamon in einem Krieg gegen Pharnakes I. von Pontos in den Jahren 181–179 v. Chr. zusammen. Er vermählte sich mit Apame, der Schwester des Königs Perseus von Makedonien. Als das Römische Reich Perseus bekriegte, verhielt sich Prusias II. zunächst neutral, trat dann aber auf die Seite Roms über.
167 v. Chr. reiste Prusias II. nach Rom, um dem Senat und den römischen Feldherren zu ihrem Sieg über Perseus und den illyrischen König Genthios zu gratulieren. Die hierüber informierenden antiken Darstellungen lassen sich in zwei Gruppen gliedern, von denen die eine auf den Bericht des griechischen Historikers Polybios zurückgeht, während der zweite Hauptbericht aus dem Werk Ab Urbe Condita von Titus Livius stammt, der dafür heute nicht mehr existierende Werke römischer Annalisten konsultierte.
Polybios erzählt missbilligend, dass sich Prusias II. gegenüber den Römern äußerst servil benommen haben soll. So habe er sich etwa als deren Freigelassener bezeichnet und die Senatoren als „rettende Götter“ tituliert, weswegen er sehr gut aufgenommen worden sei. Hingegen liefert Polybios keine Schilderung über die von Prusias II. mit den Römern geführten Verhandlungen. Der ausführliche Bericht des Livius gibt zunächst an, dass Prusias II. zusammen mit seinem minderjährigen Sohn Nikomedes und zahlreichem Gefolge nach Italien reiste und in Capua vom Quästor Lucius Cornelius Scipio erwartet wurde. Scipios Aufgabe bestand darin, die Betreuung und Versorgung des Königs sowie von dessen Gefolge während des etwa vier Wochen dauerndem Staatsbesuchs  zu organisieren. Der Einzug Prusias’ II. in Rom gestaltete sich sehr feierlich und er nahm sich zwei Tage Zeit, die Stadt näher kennenzulernen. Danach suchte er die Senatoren auf und gratulierte ihnen zur Niederwerfung des Perseus, wobei er auch auf seine dabei geleisteten Verdienste hinwies. Er durfte Siegesopfer auf dem Kapitol sowie für Fortuna in Praeneste darbringen und erreichte, dass Rom die Allianz mit ihm bekräftigte. Allerdings wies der Senat seine Forderung ab, ihm ein Gebiet zu übereignen, das Rom während des Krieges gegen Antiochos III. zugefallen, nun aber von den Galatern besetzt war. Prusias II. erhielt reiche Geschenke für seinen Sohn; für sich selbst wollte er keine annehmen. Dann kehrte er unter ehrenvollem Geleit heim. Der Historiker Christian Habicht hält diese Schilderung des Livius von Prusias’ Romaufenthalt für glaubwürdig; sie widerspreche Polybios’ Darstellung nicht, sondern berichte nur unter einem anderen Blickwinkel.
156–154 v. Chr. führte Prusias II. Krieg gegen Attalos II. und fiel in das Gebiet von Pergamon ein, konnte diese Stadt aber nicht erobern und sah sich letztlich unter dem Druck Roms gezwungen, hohe Reparationen zu zahlen. Er war im Gegensatz zu seinem Sohn Nikomedes bei seinen Untertanen äußerst unbeliebt und versuchte Nikomedes, dem er Rom als Aufenthaltsort zugewiesen hatte, umbringen zu lassen, damit seine Kinder aus zweiter Ehe seine Nachfolge antreten konnten. Allerdings wurde Nikomedes rechtzeitig gewarnt, woraufhin er sich der Unterstützung des Königs Attalos II. bediente, um gegen seinen Vater zu revoltieren. Prusias II. begab sich nach Nikomedia, um dort Widerstand zu leisten und flüchtete, als Nikomedes Einlass in die Stadt fand, in ein Heiligtum des Zeus, wo er auf Befehl des Nikomedes gesteinigt wurde (149 v. Chr.).

## Weblink
- Ancient Coinage of Bithynia, Kings, Prusias II